# Enrico III di Nassau-Breda
Enrico III di Nassau-Breda (Siegen, 12 gennaio 1483 – Breda, 14 settembre 1538) è stato Statolder d'Olanda e Zelanda dal 1515 al 1521, Barone di Breda e Conte della Casa Nassau.

## Biografia
Di lui si conserva un prezioso ritratto, frutto del lavoro (1516-1517) del pittore fiammingo Mabuse (1478 ca.-1532).
Divenne tra i più stretti confidenti del giovane Carlo V d'Asburgo come suo ciambellano (1510), diventando alto ciambellano in seguito alla morte di Guglielmo di Croÿ-Chièvres nel 1521. Lo stretto legame con l'imperatore è provato dal fatto che dopo la morte di Enrico, Carlo non nominerà un suo sostituto. 

Ebbe una presenza preminente nella cerimonia di incoronazione di Carlo come Imperatore dei romani, avvenuta a Bologna nel 1530.
Enrico servì come comandante militare in Olanda, difendendo il Brabante dalla Gheldria nel 1508. Fu comandante generale nella guerra contro Gheldria tra il 1511 e il 1513 e combatté al fianco di Massimiliano d'Austria contro la Francia fino al 1514, prendendo parte alla battaglia di Guinegate del 1513. Inoltre fu al comando delle armate contro Gheldria e la Francia tra il 1516 e il 1521. Successivamente conquistò Tournai.
Dopo la sua morte (1538) gli successe il figlio Renato, ma quest'ultimo rimase ucciso in battaglia alcuni anni dopo (1544). Enrico si trova tumulato all'interno della tomba monumentale che volle erigere per lo zio Engelberto nella Grote Kerk di Breda.

## Famiglia
Enrico ebbe tre mogli:
- Luisa-Francesca di Savoia († 17 settembre 1511), che sposò il 3 agosto 1503.
- Claudia di Châlon (1498 - 31 maggio 1521), sposata nel maggio 1515.
- Mencia de Mendoza y Fonseca (30 novembre 1508 - 4 gennaio 1544), presa in moglie il 26 giugno 1524.

Con Claudia di Châlon ebbe Renato di Châlon (1519-1544), che fu Principe d'Orange e Statolder d'Olanda, Zelanda, Utrecht e Gheldria.